# I Didn't Do It
I Didn't Do It (Não Fui Eu (no Brasil  e em Portugal)) é uma sitcom americana do Disney Channel que estreou no dia 17 de Janeiro de 2014, estrelada por Olivia Holt (de Kickin' It) e Austin North. O episodio piloto da série foi anunciado em novembro de 2012 com a produção começada no verão de 2013. A série foi a escolhida 18 de julho de 2013. A série foi criada por Tod Himmel e Josh Silverstein. No Brasil teve uma pré-estreia no dia 11 de maio de 2014 e estreou no dia 17 de maio de 2014. Em Portugal, a serie teve sua estreia em 16 de maio de 2014.
Em 3 de julho de 2014 a série foi renovada para uma segunda temporada. A segunda temporada teve 19 episódios.
O Disney Channel anunciou seu cancelamento dia 2 de outubro por causa da baixa audiência e o episódio final foi exibido dia 16 de outubro junto com o episódio final de Jessie.

## Enredo
Lindy e Logan são irmãos gêmeos supercompetitivos que, junto com os melhores amigos — Jasmine, Delia e Garrett —, vivem o primeiro ano do ensino médio. Todos os episódios da série começam com uma cena caótica ou duvidosa, então um ou mais dos cinco amigos ou os cinco contam como chegaram àquela situação através de flashbacks. A partir da segunda temporada este conceito muda.

## Elenco e personagens

### Principais
- Lindy Watson (Olivia Holt): Uma ótima aluna que era não era conhecida como uma garota popular, Lindy mudou tanto sua aparência quanto a forma de agir agora que está no ensino médio.
- Logan Watson (Austin North): O irmão gêmeo mais descontraído de Lindy. Logan tem grandes planos para sua vida no colégio, mesmo que muitas vezes acabem em conflito com os de sua irmã.
- Jasmine Kang (Piper Curda): A melhor amiga de Lindy que tira boas notas assim como ela. Ela é a que mais tem dificuldade em se separar do que está acostumada, como visto em "Snow Problem" e "Phone Challenge". No 12º episódio ela descobre que gosta de Logan e tenta dizer-lhe, mas antes percebe que ele gosta da Skyper.
- Garrett Spenger  (Peyton Clark): O melhor amigo de Logan que também é o oposto dele. Enquanto Logan é tranquilo e descontraído, Garrett é neurótico e um tanto paranóico. Garrett também tem uma obsessão por limpeza e segurança.
- Delia Delfano (Sarah Gilman): Uma garota excêntrica e individual que não pode guardar alguma coisa que sabe por muito tempo, para o desgosto dos amigos.

### Recorrentes
- Alex Kapp Horner como Nora Watson
- Matt Champagne como Bob Watson

## Episódios
| Temporada | Temporada | Episódios | Exibição original       | Exibição original     | Exibição no Brasil  | Exibição no Brasil     | Exibição em Portugal | Exibição em Portugal |
| Temporada | Temporada | Episódios | Estreia                 | Final                 | Estreia             | Final                  | Estreia              | Final                |
| --------- | --------- | --------- | ----------------------- | --------------------- | ------------------- | ---------------------- | -------------------- | -------------------- |
|           | 1         | 20        | 17 de janeiro de 2014   | 7 de dezembro de 2014 | 11 de maio de 2014  | 19 de dezembro de 2014 | 16 de maio de 2014   | 6 de março de 2015   |
|           | 2         | 19        | 15 de fevereiro de 2015 | 16 de outubro de 2015 | 19 de abril de 2015 | 28 de abril de 2016    | 19 de junho de 2015  | 8 de julho de 2016   |

## Dublagem/Dobragem
| Personagem              | Dublagem                                               | Dobragem                                |                        |
| Personagens Principais  | Personagens Principais                                 | Personagens Principais                  | Personagens Principais |
| ----------------------- | ------------------------------------------------------ | --------------------------------------- | ---------------------- |
| Lindy Watson            | Tess Amorim                                            | Diana Nicolau                           |                        |
| Logan Watson            | Caio Guarnieri                                         | João Pedro                              |                        |
| Jasmine                 | Andressa Andreatto                                     | Joana Castro                            |                        |
| Garrett                 | Vagner Fagundes                                        | Renato Godinho                          |                        |
| Delia                   | Luiza Porto                                            | Maria Camões                            |                        |
| Personagens Secundários |                                                        |                                         |                        |
| Nora Watson             | Marli Bortoletto                                       | Mila Belo                               |                        |
| Bob Watson              | César Marchetti                                        | Paulo Oom                               |                        |
| Personagens Menores     |                                                        |                                         |                        |
| Lindy criança           | Sicilia Vidal                                          | Diana Nicolau                           |                        |
| Logan criança           | Marcus Pejon                                           | Joana Castro                            |                        |
| Jasmine criança         | Juliana Caglano                                        | Joana Castro                            |                        |
| Garrett criança         | Felipe Volpato                                         | Maria Camões                            |                        |
| Delia criança           | Mariana Evangelista                                    | Maria Camões                            |                        |
| Seth Wall               | Fábio Lucindo                                          | Marco Medeiros                          |                        |
| Sra. Klasby             | Gessy Fonseca                                          | Isabel Ribas                            |                        |
| Bombeiro Freddy         | Luiz Laffey                                            | Paulo B.                                |                        |
| Kyle                    | Vyni Takahashi                                         | Tiago Monteiro                          |                        |
| Tom Bigham              | Yuri Chesman                                           | Romeu Vala                              |                        |
| Nerd/Steve              | Thiago Keplmair                                        | Romeu Vala                              |                        |
| Repórter                | Fátima Noya (episódio 5) Alessandra Merz (episódio 10) |                                         |                        |
| Barracudas              | Marco Antônio Abreu Faduli Costa Cecília Lemes         | Tiago Retré Isabel Ribas Carlos Martins |                        |
| Apresentador (voz)      | Antônio Moreno                                         | Paulo Oom                               |                        |
| Cole                    | Robson Kumode                                          | Carlos Martins                          |                        |
| Esquiador (voz)         | Adriana Pissardini                                     | Carlos Macedo                           |                        |
| DJ Eddie White          | Michel Di Fiori                                        |                                         |                        |
| Cherry                  | Gabriela Milani                                        | Carla Garcia                            |                        |
| Senador Snell           | Luiz Antônio Lobue                                     |                                         |                        |
| Steve                   | João Victor Granja                                     |                                         |                        |

| Créditos da dublagem | Brasil                                           | Portugal |
| -------------------- | ------------------------------------------------ | -------- |
| Tema de Abertura     | "A Melhor Época de Nossas Vidas" por Tess Amorim |          |
| Tradução             |                                                  |          |
| Direção de Dublagem  | Thiago Longo                                     |          |
| Diretor Criativo     | Raúl Aldana                                      |          |
| Diretor Musical      | Nandu Valverde                                   |          |
| Gerente de Criação   | Hélio Lima                                       |          |
| Dublado nos Estúdios | TV Group Digital                                 |          |